# شهر العلاء
نوزدهمین ماه از ماه‌های سال ۳۶۱ روزه آیین بیانی است که توسط سید علی محمد باب در کتاب چهارشآن به آن اشاره شده‌است.
- الأسماء کلشیئ - چهار شآن

همچنین
نوزدهمین ماه از ماه‌های ۱۹گانه در گاه‌شماری بهائی است که مثل همه ماه‌های این گاه‌شماری دارای ۱۹ روز می‌باشد.

## اعیاد
ماه صیام (روزه) در آیین بیانی
عید ابتهاج مصادف با شب شنبه دوازدهم ماه علاء سال ۱۵ تقویم بدیع بیانی
عید حیات مصادف با پنج شنبه (یوم الاستجلال) پانزدهم ماه علاء سال ۱۹ تقویم بدیع بیانی